# Fotez Breg
Fotez Breg – wieś w Chorwacji, w żupanii varażdińskiej, w gminie Donja Voća. W 2011 roku liczyła 64 mieszkańców.